# Porrhomma ocella
Porrhomma ocella är en spindelart som beskrevs av Chamberlin och Ivie 1943. Porrhomma ocella ingår i släktet Porrhomma och familjen täckvävarspindlar. Inga underarter finns listade i Catalogue of Life.